# Csokoládétorta
A csokoládétorta egy általános desszerttorta, melyet különböző alkalmakkor, születésnapi bulin, esküvőn szokás felszolgálni, de a legtöbb cukrászdában is fogyasztható. Legfontosabb összetevője a csokoládé. Számos eltérő típusú csokoládétorta létezik, ami a hozzávalók változtatásától és a csokoládé ízétől függ. A lehetőségek között a csokoládén kívüli további ízesítőket, több különbözőféle csokoládé egyszerre való felhasználását és számos más fortélyt találhatunk. Az édesség alapját képező tortalap külön megvehető, vagy magunk is elkészíthetjük. Egy egyszerűbb elkészítési mód szerint a tésztát vízszintesen tetszőleges darabra vágjuk, az így keletkezett szinteket és a tortalap külsejét a csokoládékrémmel bevonjuk, barna-, vagy fehércsokoládé-reszelékkel, avagy mogyoródarabkákkal díszíthetjük. Nem ritka a rum és méz felhasználásával készült csokoládétorta. 

## További információk

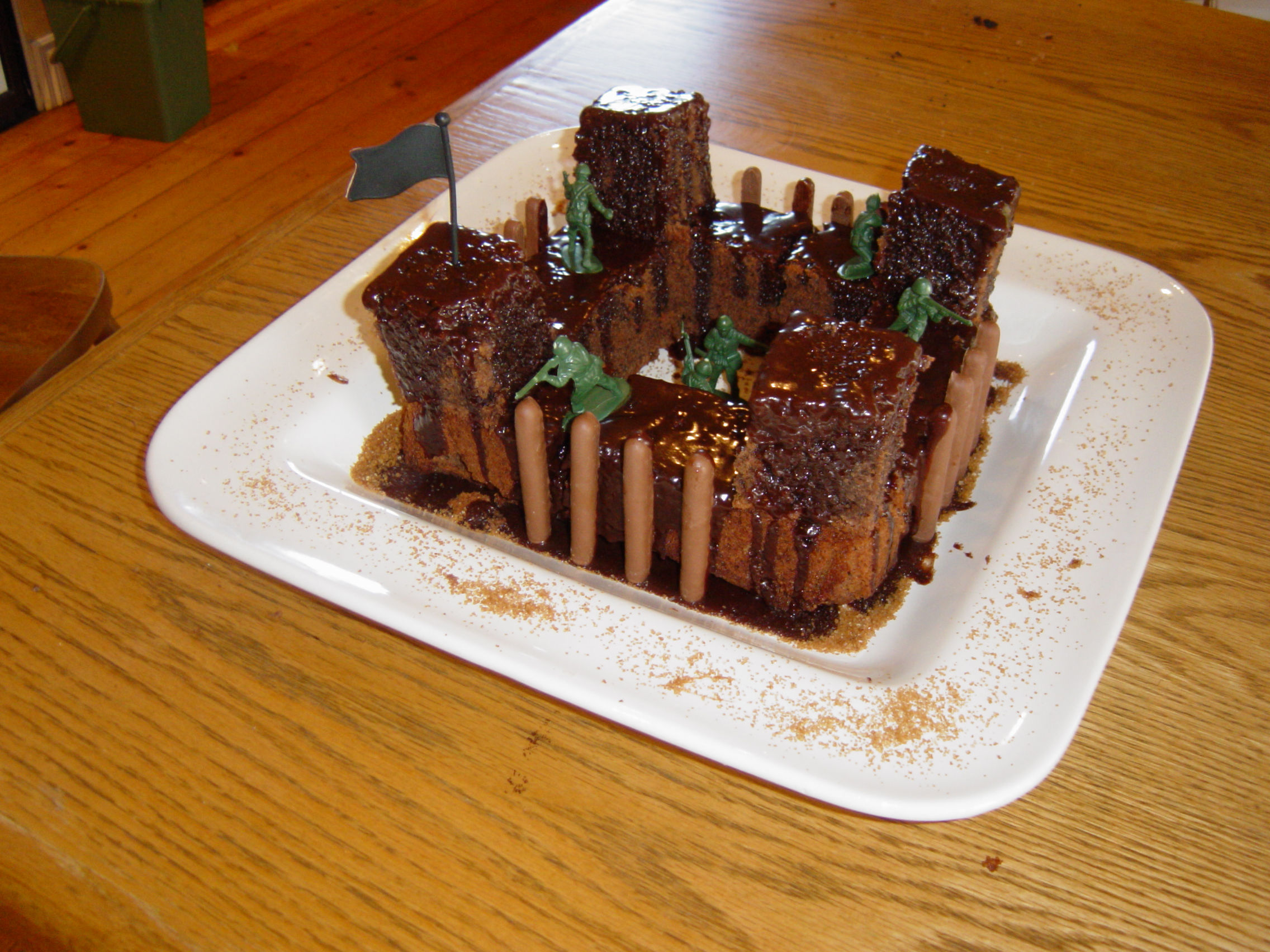
Várnak mintázott csokoládétorta

## Irodalom

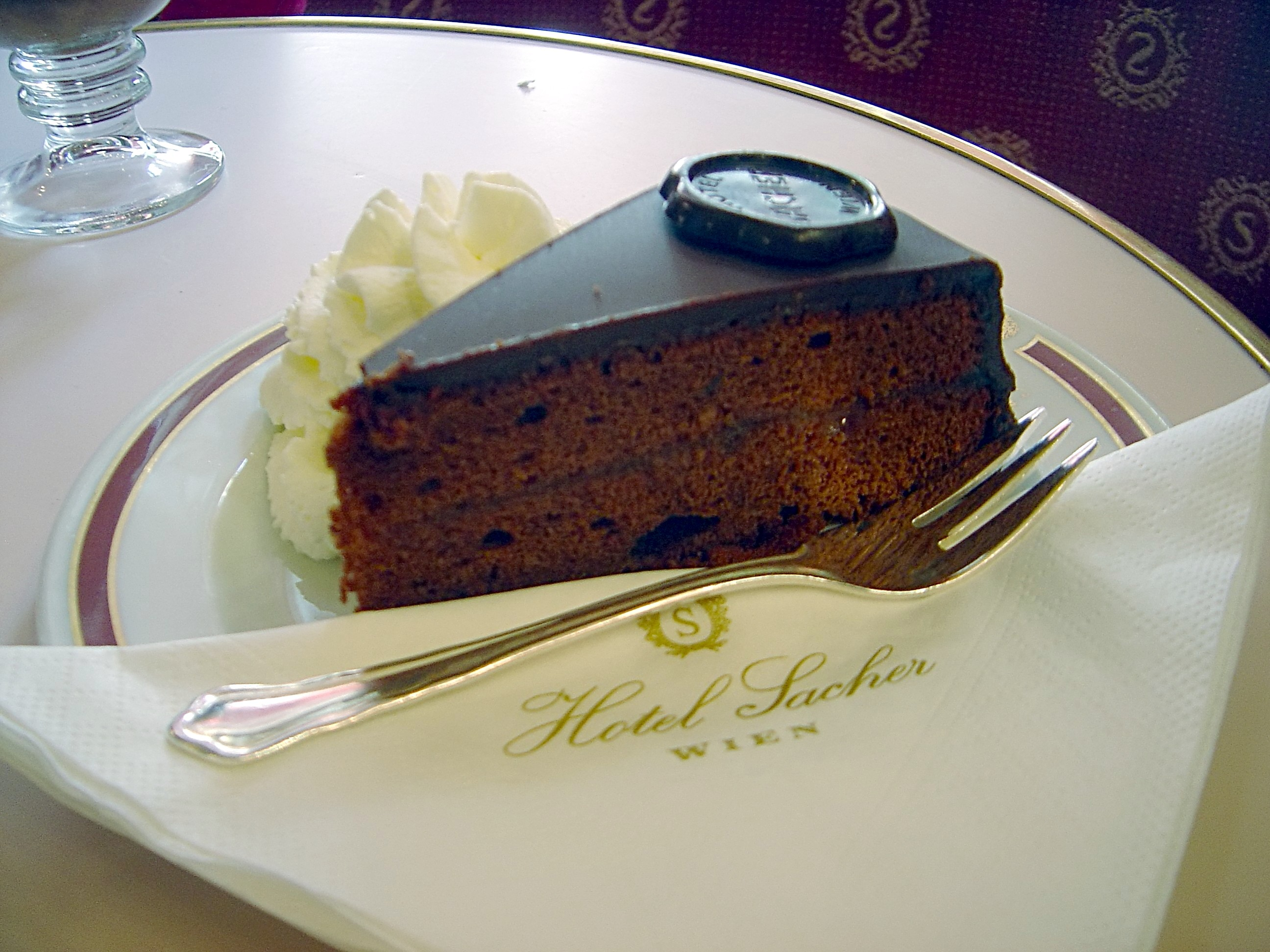
Egy szelet bécsi Sacher-torta

## Lehetséges hozzávalók
- étcsokoládé
- étkezési olaj
- finomliszt
- kakaópor
- kristálycukor
- lekvár
- méz
- mogyoró
- porcukor
- rum
- só
- sütőpor
- tej
- tojás
- tortabevonó
- vaj vagy margarin
- vaníliapor
- víz